# Lerzy
Lerzy är en kommun i departementet Aisne i regionen Hauts-de-France i norra Frankrike. Kommunen ligger  i kantonen La Capelle som ligger i arrondissementet Vervins. År 2022 hade Lerzy 224 invånare.

## Befolkningsutveckling
Antalet invånare i kommunen Lerzy
Referens: INSEE